# Conde de Devonshire
O título de Conde de Devonshire foi criado duas vezes no Pariato da Inglaterra, primeiro em 1603 para a família Blount  e depois recriado em 1618 para a família Cavendish,  em cuja posse o condado permanece.
Não deve ser confundido com, e é separado do título mais antigo de Conde de Devon, que pertence à família Courtenay.

## Lista de Condes de Devonshire

### Condes de Devonshire, primeira criação (1603)

Braços de Blount

- Charles Blount, 1.º Conde de Devonshire (1563–1606)

### Condes de Devonshire, segunda criação (1618)

Braços Cavendish

- William Cavendish, 1.º Conde de Devonshire (1552–1626)
- William Cavendish, 2.º Conde de Devonshire (1591–1628)
- William Cavendish, 3.º Conde de Devonshire (1617–1684)
- William Cavendish, 1.º Duque de Devonshire, 4.º Conde de Devonshire (1640–1707)
- William Cavendish, 2.º Duque de Devonshire, 5º Conde de Devonshire (1673–1729)
- William Cavendish, 3.º Duque de Devonshire, 6º Conde de Devonshire (1698–1755)
- William Cavendish, 4.º Duque de Devonshire, 7.º Conde de Devonshire (1720–1764)
- William Cavendish, 5.º Duque de Devonshire, 8.º Conde de Devonshire (1748–1811)
- William Cavendish, 6.º Duque de Devonshire, 9.º Conde de Devonshire (1790–1858)
- William Cavendish, 7.º Duque de Devonshire, 10.º Conde de Devonshire (1808–1891)
- Spencer Cavendish, 8.º Duque de Devonshire, 11.º Conde de Devonshire (1833–1908)
- Victor Cavendish, 9.º Duque de Devonshire, 12.º Conde de Devonshire (1868–1938)
- Edward Cavendish, 10.º Duque de Devonshire, 13.º Conde de Devonshire (1895–1950)
- Andrew Cavendish, 11.º Duque de Devonshire, 14.º Conde de Devonshire (1920–2004)
- Peregrine Cavendish, 12.º Duque de Devonshire, 15.º Conde de Devonshire (n. 1944)

O herdeiro aparente é o filho mais velho do atual titular, William Cavendish, Conde de Burlington (nascido em 1969).